# 瓦莱菲奥里塔
瓦莱菲奥里塔（義大利語：Vallefiorita），是意大利卡坦扎罗省的一个市镇。总面积13.83平方公里，人口1939人，人口密度140.2人/平方公里（2009年）。ISTAT代码为079151。